# Sven Forssman
Sven Otto Forssman (Göteborg, 12 september 1882 - Göteborg, 1 maart 1919) was een Zweeds turner.
Forssman was onderdeel van de Zweedse ploeg die tijdens de Olympische Zomerspelen 1908  de gouden medaille won in de landenwedstrijd meerkamp.

## Olympische Zomerspelen
| Jaar | Plaats | Resultaten |
| ---- | ------ | ---------- |
| 1908 | Londen | team       |